# Saint James (parafia)
Saint James – parafia położona w zachodniej części Barbadosu. Parafia jest znana jako miejsce wypoczynku sławnych i bogatych, a także spragnionych słońca turystów.
Parafia była nazywana Złotym Wybrzeżem, ale wobec wzrastającej popularności teraz jest nazywana Platynowym Wybrzeżem. Wielu mieszkańców twierdzi, że w parafii swoje wille ma około 18 milionerów.
Parafia St. James ma także bogatą historię. To właśnie w okolicach dzisiejszego Holetown (dawniej Jamestown, nazwanego tak na cześć króla) wylądowali pierwsi Brytyjscy osadnicy w roku 1625. To osadnictwo przekształciło Barbados w coś, co będzie znane później jako Mała Anglia.
Jako jedyna parafia łącząca dobrą kuchnię, wiele sklepów i szansę zobaczenia kogoś sławnego, St. James jest klejnotem w przemyśle turystycznym Barbadosu, z atrakcjami takimi jak Kościół parafialny St. James, czy Portvale Sugar Factory- jedna z niewielu działających jeszcze na wyspie fabryk cukru.
Jednak z dala od złocistych plaż i wykwintnych restauracji, parafii daleko od ekskluzywności. Jako jedna z największych parafii na wyspie, jest domem dla ponad 20 tys. narodowości, zamieszkujących najdalsze zakątki St. James i reprezentujące rozmaite warstwy społeczne. Parafia jest także siedzibą prestiżowej, znanej nie tylko na Barbadosie, ale i na całych Karaibach, wyższej szkoły Queen's College. Została założona na początku XX wieku przez właściciela plantacji Henry'ego Draxa.